# Дукичи
Дукичи (на сръбски: Дукићи) е село в Република Сръбска (Босна и Херцеговина), част от община Миличи. Населението на селото през 1991 година е 48 души, предимно сърби.
|  | Тази страница частично или изцяло представлява превод на страницата „Дукићи“ в Уикипедия на сръбски. Оригиналният текст, както и този превод, са защитени от Лиценза „Криейтив Комънс – Признание – Споделяне на споделеното“, а за съдържание, създадено преди юни 2009 година – от Лиценза за свободна документация на ГНУ. Прегледайте историята на редакциите на оригиналната страница, както и на преводната страница, за да видите списъка на съавторите. ВАЖНО: Този шаблон се отнася единствено до авторските права върху съдържанието на статията. Добавянето му не отменя изискването да се посочват конкретни източници на твърденията, които да бъдат благонадеждни. |